# Robert William Seton-Watson
Robert William Seton-Watson (n. 20 august 1879, Londra – d. 25 iulie 1951, Skye, Scoția), numit în mod obișnuit Robert Seton-Watson, cunoscut și sub pseudonimul Scotus Viator, a fost un activist politic și istoric care a jucat un rol activ în promovarea destrămării Imperiului Habsburgic și în creearea Cehoslovaciei și a Iugoslaviei în timpul și după Primul Război Mondial.
A fost tatăl a doi istorici cunoscuți, Hugh, care s-a specializat în istoria Rusiei din secolul al XIX-lea, și Christopher, care a abordat cazul Italiei în aceeași perioadă.

## Date biografice
Robert Seton-Watson s-a născut la Londra din părinți scoțieni. Tatăl său, William Livingstone Watson, fusese un negustor de ceai în Calcutta, iar mama sa, Elizabeth Lindsay Seton, era fiica lui George Seton, istoric și genealogist.

## Studii
Seton-Watson a studiat la „Winchester College” și „New College, Oxford”, unde a citit istoria modernă sub conducerea istoricului și politicianului Herbert Fisher. El absolvit cu diplomă de merit în anul 1901.

## În Austro-Ungaria
După absolvire, Seton-Watson a călătorit la Universitatea din Berlin, Sorbona și Universitatea din Viena, de unde a scris o serie de articole despre Ungaria pentru „The Spectator”. Cercetările sale pentru aceste articole l-au dus în Ungaria în 1906, iar descoperirile sale de acolo l-au transformat dintr-un simpatizant al Ungariei într-unul al supușilor români, slovaci și slavi sudici. În anul 1908 a publicat prima sa lucrare majoră, „Probleme rasiale în Ungaria”.
Seton-Watson s-a împrietenit cu corespondentul din Viena al ziarului „The Times”, Henry Wickham Steed, și cu filozoful și politicianul cehoslovac Tomáš Masaryk. El a pledat în cărți și articole pentru o soluție federală la problemele Austro-Ungariei, care era măcinată atunci de tensiunile dintre vechiul său modelul dinastic și forțele naționalismului etnic.

## Primul Război Mondial și consecințele acestuia
După izbucnirea Primului Război Mondial, Seton-Watson a trecut la o abordare practică de sprijinire a cauzelor pe care anterior le susținuse doar prin scrierile sale. El a servit ca secretar onorific al Fondului de ajutor sârb din 1914, l-a sprijinit și i-a găsit un loc de muncă prietenului său Masaryk, după ce acesta din urmă a fugit în Anglia pentru a scăpa de arest. Împreună ei au fondat și au publicat „The New Europe” (1916), un periodic săptămânal pentru a promova cauza cehilor și a altor popoare supuse. Seton-Watson a finanțat el însuși acest periodic.
Activitatea politică privată a lui Seton-Watson nu a fost apreciată de către toți și criticii săi din cadrul guvernului britanic au reușit în cele din urmă să-l reducă temporar la tăcere în 1917, prin recrutarea lui în „Royal Army Medical Corps”, unde i s-a dat sarcina să curețe podelele spitalelor. Alții însă i-au venit în ajutor și, din 1917 până în 1918, a lucrat în „Biroul de Informații al Cabinetului de Război” din cadrul Departamentului de Propagandă Inamică, unde era responsabil cu propaganda britanică pentru locuitorii Austro-Ungariei. El a luat parte la pregătirile pentru Congresul de la Roma al popoarelor supuse Habsburgilor, desfășurat în aprilie 1918.
După sfârșitul războiului, Seton-Watson a participat în calitate privată la Conferința de Pace de la Paris din 1919 și a consiliat reprezentanții popoarelor foste supuse monarhiei austro-ungare. Deși în relații proaste cu guvernele marilor puteri, pe care le-a numit „pigmeii Parisului”, el a contribuit la discuțiile despre cum ar trebui să fie noile frontiere ale Europei și a avut o influență specială asupra stabilirii frontierelor postbelice dintre Italia și noul stat Iugoslavia.
Deși guvernul britanic nu a apreciat contribuția lui Seton-Watson, alte guverne și-au arătat aprecierea după conferință. Masaryk a devenit primul președinte al noului stat Cehoslovacia și l-a invitat acolo. Prietenia sa cu Edvard Beneš, devenit ministrul de externe al Cehoslovaciei, s-a consolidat. Seton-Watson a fost făcut cetățean de onoare al orașului Cluj din Transilvania, care era acum încorporată în România, în ciuda pretențiilor Ungariei, și, în 1920 a fost în mod oficial aclamat de Parlamentul României. Iugoslavia l-a răsplătit cu o diplomă onorifică de la Universitatea din Zagreb.

## Perioada interbelică

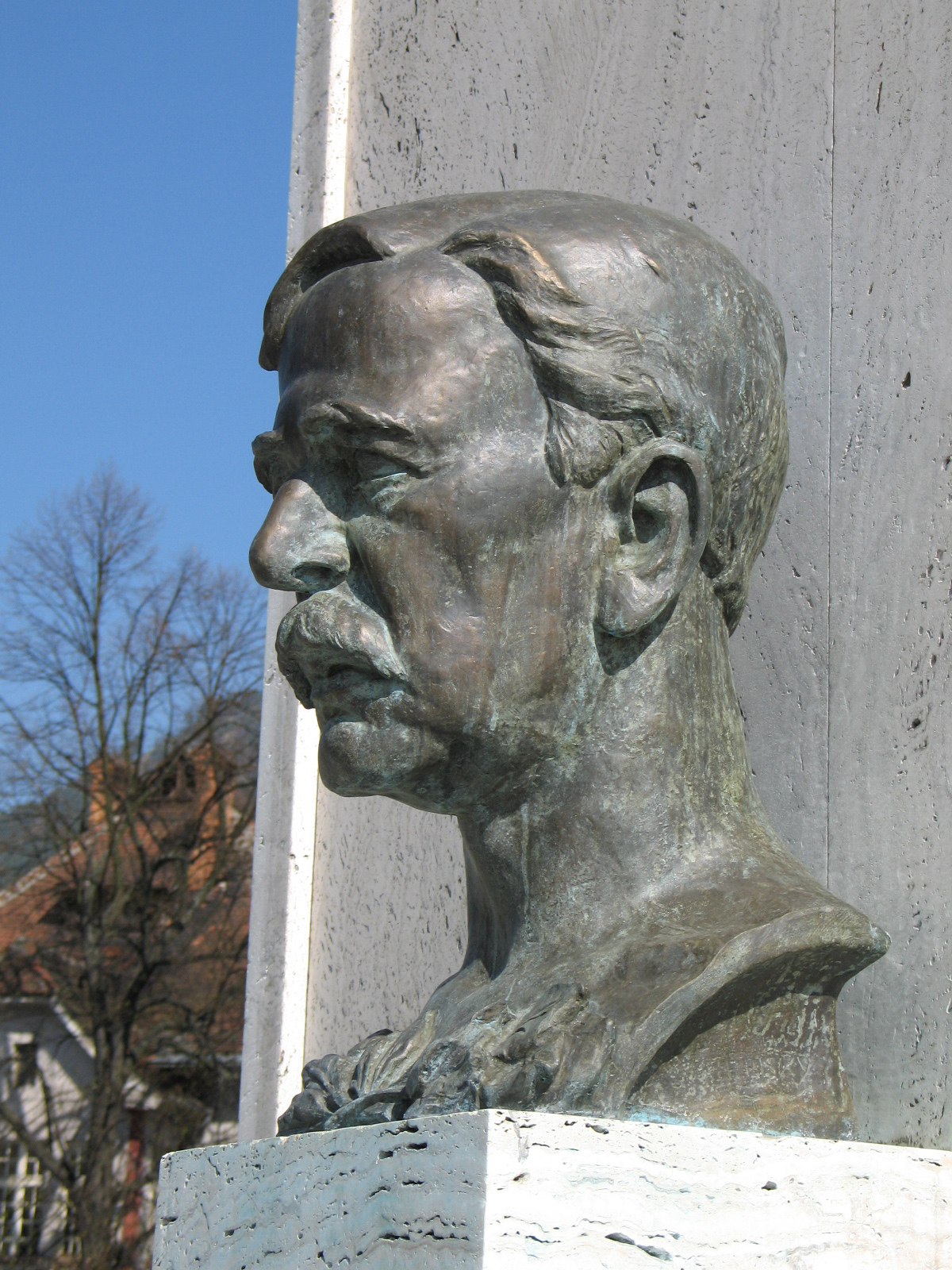
Robert William Seton-Watson de Vojtech Ihriský

Robert Seton-Watson a jucat un rol principal în înființarea unei școli de studii slavone (mai târziu „Școala de studii slavone și est-europene”, devenită acum o facultate în cadrul „University College London”) în anul 1915, printre altele și pentru a oferi un loc de muncă prietenului său, atunci exilat, Masaryk. În anul 1922, Seton-Watson a fost numit acolo ca prim titular al catedrei Masaryk din cadrul departamentului de istorie a Europei Centrale, post pe care l-a deținut până în 1945. S-a concentrat asupra sarcinilor sale academice mai ales după 1931, când pierderile de la bursă i-au afectat în mare parte averea personală. El a fost apreciat de studenții săi, în ciuda faptului că era oarecum dificil: conform lui Steed, era „nepunctual, neglijent și prea preocupat de alte probleme”.
În acest timp, Seton-Watson a fondat și a editat „The Slavonic and East European Review” împreună cu Sir Bernard Pares.

## Al doilea razboi mondial
Fiind un vechi partizan al Cehoslovaciei, Seton-Watson a fost în mod firesc un oponent ferm al politicii de conciliatorism duse de primul ministru Neville Chamberlain. În „Britain and the Dictators: A Survey of Post-War British Policy” (1938), el a făcut unul dintre cele mai devastatoare atacuri împotriva acestei politici. După demisia lui Chamberlain, Seton-Watson a ocupat posturi în Serviciul de Cercetare și Presă Externă (1939–1940) și în Biroul de Informații Politice al Ministerului de Externe (1940–1942).
Cu toate acestea, el a avut puțină influență asupra politicii, pe de o parte pentru că nu a mai avut același acces la factorii de decizie pe care l-a avut în timpul Primului Război Mondial, și, pe de altă parte pentru că nu i s-a permis să-și publice scrierile.

## Cariera ulterioară
În anul 1945, Robert Seton-Watson a fost numit noul șef al catedrei de Studii Cehoslovace la Universitatea Oxford. 
El a fost președinte al Societății Regale de Istorie între anii 1946 și 1949.
În 1949, întristat de noul control sovietic asupra țărilor pentru a căror independență și-a dedicat o mare parte din viață, dar și de moartea prietenului său Edvard Beneš, ultimul lider necomunist al Cehoslovaciei înainte de sfârșitul Războiului Rece, Seton-Watson s-a retras la Kyle House, pe insula Skye, unde a murit în anul 1951.

## Cărți
Multe din lucrările sale sunt accesibile online.
- Maximilian I. Holy Roman Emperor. (Stanhope Historical Essay 1911) (1902)
- Racial Problems in Hungary (London: Constable, 1908) online
- The Southern Slav Question and the Habsburg Monarchy (London: Constable, 1911) online
- Roumania and the Great War (1915)
- The Rise of Nationality in the Balkans. London: Constable and Company Limited. 1917. Accesat în 2 octombrie 2018 – via Internet Archive.
- Europe in the Melting-Pot. London: Macmillan and Co., Limited. 1919. Accesat în 2 octombrie 2018 – via Internet Archive.
- The New Slovakia (1924)
- Sarajevo : A Study in the Origin of the Great War (1926)
- The Role of Bosnia in international Politics 1875–1919 (1932)
- A History of the Roumanians (1934)
- Disraeli, Gladstone and the Eastern Question (1935)
- Britain in Europe (1789–1914): A Survey of Foreign Policy (1937)  online
- Britain and the Dictators: A Survey Of Post-War British Policy (1938)
- From Munich to Danzig (1939) online
- Masaryk In England (1943)
- A History of the Czechs And Slovaks (1943)